# تنیس روی میز در پارالمپیک تابستانی ۲۰۲۴
تنیس روی میز  (انگلیسی: Table tennis at the 2024 Summer Paralympics) یکی از ورزش‌های برگزار شده در پارالمپیک تابستانی ۲۰۲۴ بود. این دوره از بازی‌ها از ۲۹ اوت تا ۷ سپتامبر ۲۰۲۴ به میزبانی ورزشگاه جنوبی  پایتخت فرانسه، پاریس، در برگزار شد.
پانزده رویداد مردانه (۱۱ انفرادی و ۴ دونفره)، چهارده رویداد زنانه (۱۰ انفرادی و ۴ دونفره) و دو رویداد مختلط برگزار شد. پس از پارالمپیک تابستانی ۱۹۷۶، برای نخستین بار رویداد تیمی در این دوره از بازی‌ها برگزار نشد و جای خود را به رقابت‌های دونفره داد.

## جدول مدال‌ها
*   کشور میزبان (فرانسه)
| رتبه            | کشور                      | طلا | نقره | برنز | مجموع |
| --------------- | ------------------------- | --- | ---- | ---- | ----- |
| ۱               | چین                       | ۱۱  | ۷    | ۶    | ۲۴    |
| ۲               | لهستان                    | ۴   | ۱    | ۳    | ۸     |
| ۳               | کره جنوبی                 | ۲   | ۳    | ۹    | ۱۴    |
| ۴               | استرالیا                  | ۲   | ۰    | ۳    | ۵     |
| ۵               | ایتالیا                   | ۲   | ۰    | ۲    | ۴     |
| ۶               | آلمان                     | ۱   | ۳    | ۱    | ۵     |
| ۷               | اوکراین                   | ۱   | ۱    | ۲    | ۴     |
| ۸               | نروژ                      | ۱   | ۱    | ۱    | ۳     |
| ۹               | هلند                      | ۱   | ۰    | ۱    | ۲     |
| ۹               | ژاپن                      | ۱   | ۰    | ۱    | ۲     |
| ۱۱              | اسلواکی                   | ۱   | ۰    | ۰    | ۱     |
| ۱۱              | بلژیک                     | ۱   | ۰    | ۰    | ۱     |
| ۱۱              | عراق                      | ۱   | ۰    | ۰    | ۱     |
| ۱۱              | کرواسی                    | ۱   | ۰    | ۰    | ۱     |
| ۱۱              | کوبا                      | ۱   | ۰    | ۰    | ۱     |
| ۱۶              | تایلند                    | ۰   | ۴    | ۵    | ۹     |
| ۱۷              | چین تایپه                 | ۰   | ۳    | ۱    | ۴     |
| ۱۸              | بریتانیای کبیر            | ۰   | ۲    | ۳    | ۵     |
| ۱۹              | صربستان                   | ۰   | ۲    | ۱    | ۳     |
| ۲۰              | فرانسه*                   | ۰   | ۱    | ۵    | ۶     |
| ۲۱              | ترکیه                     | ۰   | ۱    | ۳    | ۴     |
| –               | ورزشکاران بی‌طرف پارالمپیک | ۰   | ۱    | ۱    | ۲     |
| ۲۲              | جمهوری چک                 | ۰   | ۱    | ۰    | ۱     |
| ۲۳              | برزیل                     | ۰   | ۰    | ۴    | ۴     |
| ۲۴              | مجارستان                  | ۰   | ۰    | ۳    | ۳     |
| ۲۵              | اسپانیا                   | ۰   | ۰    | ۱    | ۱     |
| ۲۵              | ایالات متحده آمریکا       | ۰   | ۰    | ۱    | ۱     |
| ۲۵              | دانمارک                   | ۰   | ۰    | ۱    | ۱     |
| ۲۵              | رومانی                    | ۰   | ۰    | ۱    | ۱     |
| ۲۵              | شیلی                      | ۰   | ۰    | ۱    | ۱     |
| ۲۵              | مونته‌نگرو                 | ۰   | ۰    | ۱    | ۱     |
| ۲۵              | نیجریه                    | ۰   | ۰    | ۱    | ۱     |
| مجموع (۳۱ کشور) | مجموع (۳۱ کشور)           | ۳۱  | ۳۱   | ۶۲   | ۱۲۴   |

## کشورهای شرکت‌کننده
- آرژانتین (۳)
- استرالیا (۱۲)
- اتریش (۱)
- بلژیک (۴)
- برزیل (۱۵)
- کانادا (۱)
- شیلی (۷)
- چین (۲۶)
- چین تایپه (۴)
- کرواسی (۴)
- کوبا (۱)
- جمهوری چک (۴)
- دانمارک (۱)
- مصر (۱۱)
- فنلاند (۱)
- فرانسه (۲۱) (میزبان)
- آلمان (۹)
- بریتانیای کبیر (۱۱)
- هنگ کنگ (۳)
- مجارستان (۴)
- هند (۲)
- اندونزی (۱)
- عراق (۱)
- ایرلند (۱)
- ایتالیا (۷)
- ژاپن (۹)
- قزاقستان (۱)
- مکزیک (۲)
- مونته‌نگرو (۲)
- هلند (۲)
- ورزشکاران بی‌طرف پارالمپیک (۴)
- نیوزیلند (۱)
- نیجریه (۸)
- نروژ (۵)
- لهستان (۱۱)
- تیم پناهندگان المپیک (۱)
- رومانی (۲)
- عربستان سعودی (۱)
- صربستان (۳)
- اسلواکی (۷)
- کره جنوبی (۱۷)
- اسپانیا (۱۰)
- سوئد (۶)
- تایلند (۱۲)
- ترکیه (۸)
- اوکراین (۹)
- ایالات متحده آمریکا (۳)
- ونزوئلا (۱)